# 奥托·尼梅尔
奥托·恩斯特·尼梅尔爵士，GBE，KCB（Sir Otto Ernst Niemeyer，1883年11月23日—1971年2月6日），英国公务员，银行家，曾担任财政部金融管理员，英格兰银行总裁。

## 生平

### 背景
尼梅尔的父亲恩斯特·奥古斯特·威廉·尼梅尔（Ernst August Wilhelm Niemeyer）来自汉诺威，是一位商人，在1870年移民英国利物浦，十二年后移居伦敦，归化为英籍人士。他的母亲则是埃塞尔·雷纳（Etherl Rayner），她的父亲和他的丈夫一样，也是一位商人，在西非做生意。

### 早年
尼梅尔生于伦敦斯特里汉姆，最初受教于伦敦圣保罗学校（St Paul's School, London），后来进入牛津大学贝利奥尔学院深造，最后以一级荣誉毕业。毕业后，他投考公务员，结果排名第一，而一同参加考试的约翰·梅纳德·凯恩斯则屈居第二。因为成绩优异，所以尼梅尔有权选择进入哪一个部门，他选择了财政部。1910年，他和来自希尔德斯海姆的远房堂姊妹苏菲亚·夏洛特·贝内蒂特·尼梅尔（Sophie Charlotte Benedicte Niemeyer）结婚。苏菲亚的父亲西奥多·尼梅尔博士（Dr. Theodor Niemeyer）是一位大学教授，专门研究法学。婚后，两人育有一女三男，其中一男在二战时参军作战阵亡。

### 仕途

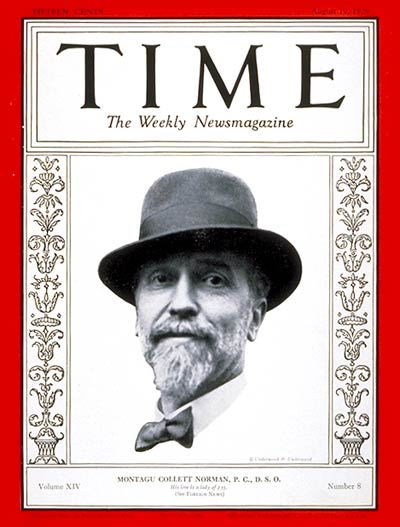
蒙塔古·诺曼

尼梅爾的仕途的进展很快，他在很短时间内获得多次提拔。财政部在1919年进行大型调整，将属下机构分为金融和补给两大部门。他调整后次年获任为副金融管理员（Deputy Controller of Finance），并在1922年出任金融管理员正职，接替巴西爾·布萊克特爵士（Sir Basil Blackett）。金融管理员负责为财政大臣提供税收、国债和国内外货币政策等金融方面的建议。
同时，尼梅爾在国际联盟金融委员会顶替了布萊克特，在委员会中扮演重要角色，对奥地利重建计划的影响力很大，他也因此在国际上有一定影响力。在此期间，他和英格兰银行行长蒙塔古·诺曼（Montagu Norman）紧密合作。
1925年，英国出现了有关应否回归金本位的争论。尼梅爾建议时任财政大臣温斯顿·丘吉尔推动英国回归金本位，获得了对此“一窍不通”的丘吉尔接纳。凯恩斯当时极力反对英国回归金本位，出版了一本小册子，题为“丘吉尔先生的经济后果”（The Economic Consequences of Mr. Churchill），抨击丘吉尔的决定。事实证明，丘吉尔的决定是错误的，他的决定为英国经济带来了一定的负面效果，他本人也承认这是“他人生最大的错误”。但丘吉尔也说，他是听取了尼梅爾和蒙塔古的意见，才作出如此决定。1931年9月，英国被迫放弃金本位。
1927年，尼梅爾令人意外地辞去了公职，原因是财务次官一职并未落到他身上，反而落到了只比他年长四年的沃伦·费舍尔爵士（Sir Warren Fisher）身上，这使他感到继续留在财政部没有前途。

### 辞官之后
辞去公职后，尼梅爾接受了好友诺曼的邀请，加入英格兰银行。进入银行后，他参与了欧洲重建工作，也负责银行国际事务。1928年，尼梅爾首次出差，到纽约参与一个有关国际金融状况的讨论会。1930年，他到澳大利亚，向当地政府作出建议。随后几年里，尼梅爾到访过巴西、阿根廷、印度和中国等地，都比较成功。他在国际联盟金融委员会中担任主席，代表银行出席外國債券持有人议会（Council of Foreign Bondholders），同时担任国际清算银行董事会主席。在此期间，尼梅爾经常出席国际清算银行董事会会议，向行作出建议，确保银行继续运营下去。
在国内，尼梅爾参与了银行对不景气的产业的援助工作。1938年，诺曼任命尼梅耶和卡梅伦两人为董事会执行董事。二战之初，他被派往华盛顿执行公务。1940年7月，尼梅爾又到渥太华执行公务。三年之后，诺曼建立了一个委员会，处理战后国内问题，尼梅耶获任为主席。

### 晚年
1944年，尼梅爾的好友诺曼退休，辞去银行职务，而尼梅爾也在五年之后的三月退休，辞去银行总裁职务。他保留了一些职位，如英格兰银行董事会董事，国际清算银行总裁。尼梅爾退休后经常担任调查金融问题的特别委员会主席。1971年2月6日，他在位于西薩塞克斯郡林德菲尔德的宅邸納什楼（Nash House）逝世。

## 荣誉
- C.B. （1921年[1]）
- K.C.B. （1924年[1]）
- G.B.E. （1927年[1]）

## 注脚
1. 1 2 3 4 5 6 7 8 9 10 11 12  Susan Howson, "Niemeyer, Sir Otto Ernst", Dictionary of National Biography. Oxford University Press, 2004.
2. 1 2  Peter Clarke, Keynes: The Rise, Fall, and Return of the Twentieth Century's most Influential Economist, Bloomsbury Publishing, London, 2009.